# Largo das Portas do Sol
O Largo das Portas do Sol é um arruamento da cidade de Lisboa, que pertence à freguesia de Santa Maria Maior, no bairro histórico de Alfama. Deriva o seu nome da antiga Porta do Sol, integrada na cerca moura de Lisboa, que existia neste local, arruinada no terramoto de 1755.
Do Miradouro das Portas do Sol, entre vários pontos de interesse, podemos observar a Igreja de São Vicente de Fora e todo o Bairro típico de Alfama que se estende por diversas ruas estreitas e sinuosas até ao Rio Tejo.
O Miradouro das Portas do Sol é um espaço tipo varanda. A vista magnífica da cidade de Lisboa, na sua zona oriental combina na perfeição com a vista sobre o Rio Tejo.
Em 1949 foi colocada no largo uma estátua de São Vicente do escultor Raul Xavier. 